# 乔治·格罗夫斯
乔治·罗伯特·格罗夫斯（英語：George Robert Groves；1901年12月13日—1976年9月4日）是一位电影音效先锋，在开发将声音带入静音屏幕的技术方面发挥了重要作用。他也被誉为好莱坞的第一个‘音效人’；他是开创性的艾尔·乔逊的影片，爵士歌手（1927年）以及许多其他早期的有声电影的录音工程师。在华纳兄弟工作的46年中，他成为了音响总监，并获得了两项奥斯卡金像奖。

## 职业生涯
格罗夫斯在贝尔实验室的研究团队获得了一个职位，他们此时正在使用声盘制作过程开发电影声音技术。1925年，华纳兄弟收购了贝尔系统并创建了Vitaphone公司。1926年，乔治格罗夫斯被分配到Vitaphone，并负责录制电影配乐给John Barrymore的影片，剑侠唐璜（1926）。这是纽约爱乐出品的第一部具有同步配乐的长篇电影。格罗夫斯设计了一种创新的多麦克风技术，对107强乐团进行现场混音。在这个过程中，他成为电影史上第一个音乐混音师。
乔治·格罗夫斯随后录制了爵士歌手（1927年）的音效，这是一部突破性的电影，彻底改变了电影业。影片中的明星艾尔·乔逊称乔治为安静的小英国人，并坚持要他独自录制他的影片。在录制爵士歌手的音效后，格罗夫斯成为有史以来第一位制作电影录音师。
在第二次世界大战期间，格罗夫斯服役于陆军空军第一电影部门。
在他在华纳兄弟漫长的职业生涯中，乔治·格罗夫斯开创了许多其他声音技术，并将此实践。这些在今天被电影和电视行业视为理所当然，包括配音和无线麦克风的使用。他因拍摄电影樱花恋（1957）和窈窕淑女（1964）而获得两项奥斯卡最佳音响效果奖。他的奥斯卡奖由史提夫·麦昆和克劳蒂亚·卡蒂纳在1965年奥斯卡颁奖典礼上颁发给他。格罗夫斯总共制作了32部获得奥斯卡奖最佳音效提名的电影。
1957年，乔治格罗夫斯成为华纳兄弟公司的音效总监，并在1972年退休的那一年，他被电影电视工程师协会授予着名的塞缪尔·L·华纳纪念奖。乔治于1976年9月4日因心脏病发作去世。他被埋葬在好莱坞山的森林草坪纪念公园。

### 精选影视作品
格罗夫斯曾赢得了2次奥斯卡最佳音响效果奖，并获得6次提名。
获奖：
- 樱花恋 (1957)[2]
- 窈窕淑女 (1964)[3]

提名：
- 火焰之歌（英语：The Song of the Flame (film)） (1930)[4]
- 修女传 (1959)[5]
- 旭日东升（英语：Sunrise at Campobello） (1960)[6]
- 欢乐音乐秒无穷（英语：The Music Man (1962 film)） (1962)[7]
- 疯狂大赛车（英语：The Great Race） (1965)[8]
- 灵欲春宵 (1966)[9]

## 纪念
1993年，来自利物浦的乔治·格罗夫斯92岁的妹妹希尔达·巴罗开始在英国正式宣传她哥哥的开创性的工作。作为结果，1996年两个英国电影工业纪念牌揭幕，以纪念他的成就。一个是在格罗夫斯在圣海伦斯杜克街的出生地，另一个是在伦敦西区著名的华纳电影院。